# Oletta
Oletta (in corso Oletta) è un comune còrso di 1 388 abitanti situato nel dipartimento dell'Alta Corsica nella regione della Corsica, Francia.
La cittadina si trova nelle colline dell'entroterra di Bastia, alla base del Capo còrso; nel suo territorio sono conservate diverse chiese d'origine medievale: particolarmente notevole quella di San Cervone, con coro pisano (XII secolo).
È famosa per la cosiddetta Congiura d'Oletta (1770), episodio della resistenza antifrancese dopo l'occupazione della Corsica da parte delle truppe di Luigi XV di Francia. Draconiana la repressione: cinque insorti furono passati per le armi e otto fuggiaschi fucilati in effigie. Altri undici uomini e due donne, giudicati meno colpevoli, costretti ad assistere alle esecuzioni, furono di seguito marchiati con ferri ardenti come bestie gli uomini, e destinati a vita a servire nelle galere del re di Francia, e condannate all'ergastolo le donne. Le case dei colpevoli furono rase al suolo (sul luogo venne eretta una colonna infame) e i beni delle famiglie confiscati.

## Società

### Evoluzione demografica
Abitanti censiti